# Svart änka
Svart änka (Latrodectus mactans) är en spindel som är känd för sin giftighet. Den viktigaste komponenten i giftet kallas latrotoxin. Dess giftighet är dock överdriven i populärkulturen; bettet är mycket smärtsamt men vanligtvis inte dödligt för en frisk människa, då mängden gift från ett bett är ytterst liten. Att en människa blir biten av en svart änka är ovanligt och dödsfall av ett sådant bett är mycket sällsynt. De rapporter om sådana som finns antyder en dödlighet på långt under en procent.

## Utseende, vanor
Svarta änkan har fått sitt namn dels av den svarta färgen, dels av att det förekommer, dock ganska sällan, att honan, i likhet med en del andra spindelarter, dödar och äter upp hanen efter fullbordad parning. Det förekommer att hanarna parar sig med flera olika honor. Efter varje parning lägger honan mellan 25 och 250 ägg, som hon förvarar i en spunnen äggsäck i omkring 4 veckor.
Spindeln är cirka 1 centimeter stor och i födan kan det ingå mindre spindlar och insekter. Liksom andra klotspindlar använder den nät för att fånga byten.

## Förekomst
Det finns egentligen ett 30-tal sorters änkespindlar (släktet Latrodectus), vilka alla är mer eller mindre giftiga - dessa förekommer på alla kontinenter, utom Antarktis. Således förekommer det änkespindlar i södra Europa (Latrodectus tredecimguttatus), i Afrika, Asien, Sydamerika och Australien (Latrodectus hasselti, rödryggad spindel). I mellersta och södra USA återfinns 3 sorter varav en är den ökända svarta änkan (Latrodectus mactans). Den klotrunda svarta kroppen och den välkända röda timglasformade fläcken på undersidan av bakkroppen gör den lätt att känna igen - de flesta änkespindlarna delar för övrigt ofta färgkombinationen svart och rött.
Ett antal exemplar av spindeln noterades i Sverige 2008 och Sydsvenskan uppgav att spindeln håller på att etablera sig i landet. Naturhistoriska riksmuseet menade dock fem år senare att rapporterna förefaller ha varit förhastade, och att inga belägg finns för att arten har kunnat reproducera sig.

## Bett
Bettet är vanligen inte dödligt utom för gamla eller sjuka människor, men kan i de delar som exponeras för spindeln vara mycket smärtsamt. Ett bett av en svart änka kan förbli obemärkt under några minuter. Sedan kommer från bettet kraftiga, utstrålande smärtor som sprids till kroppens muskulatur. Smärtorna kan bli mycket svåra och offret kan få andningssvårigheter. Symptomen klingar av efter omkring två dagar.